# Marmopteryx tessellata
Marmopteryx tessellata là một loài bướm đêm trong họ Geometridae.